# さがみ湖温泉 うるり
さがみ湖温泉 うるり（さがみこおんせん うるり）は、神奈川県相模原市緑区にある日帰り入浴施設。さがみ湖MORI MORIの園外に所在。
施設名の「うるり」は、相模原市のセールスコピー「潤水都市さがみはら」に含まれる「潤」の字（訓読み：うるり）に由来する。

## 温泉
泉質は無色透明無臭で、肌の角質層を軟化させる効果がある。
効能・適応症は、病後回復、疲労回復、ストレス解消、健康増進一般的適応症、神経痛、筋肉痛、関節痛、五十肩、運動麻痺、関節のこわばり、うちみ、くじき、慢性消化器病、痔疾、冷え症、病後回復期、疲労回復、健康増進、泉質別適応症、きりきず、やけど、慢性皮膚病などがある。

## 温浴施設
- 源泉岩風呂
- 源泉つぼ湯
- 高濃度炭酸泉
- サウナ
- ジェットバス

## 受賞
- ゆ〜ゆアワード2021 2位受賞